# ФК Торпедо (Минск)
„Торпедо“ е футболен клуб от Минск, столицата на Беларус.

## Имена на клуба
- „Торпедо“ (1947—1998)
- „Торпедо-МАЗ“ (1999—2002)
- „Торпедо-СКА“ (2003—2005)
- СДЮШОР „Торпедо-МАЗ“ (2006)
- „Торпедо-МАЗ“ (2007—2008)
- „Торпедо“ (от 2009)

## Успехи
Белоруска ССР:
Шампионат на БССР
- Шампион (5): 1947, 1962, 1966, 1967, 1969.
- Вицешампион (4): 1950, 1963, 1968, 1983.
- Бронзов медал (3): 1972, 1976, 1990.

Купа на БССР
- Носител (3): 1947, 1962, 1968.
- Финалист (3): 1949, 1950, 1967.

Шампионат на Беларуся по футбол 3-та дивизия
- Бронзов медалист (1): 2015.

Купа на Беларус:
- Финалист (1): 2000.